# Madelyn Marie
Madelyn Marie (West Point, Nueva York; 28 de enero de 1987) es una actriz pornográfica estadounidense retirada.

## Biografía
Madelyn Marie, cuyo nombre de nacimiento es Kendall M. Sartiano, nació en West Point (Nueva York), en enero de 1987, en el seno de una familia de ascendencia italiana. Pasó parte de su infancia en Italia, antes de volver a Estados Unidos. Sartiano tenía planes trabajar en el campo de la Medicina, trasladándose a California para estudiar en la universidad. No obstante, no acabó terminando sus estudios e ingresó en 2008 en la industria pornográfica, a los 21 años.
Desde sus comienzos, Sartiano, quien decidió hacerse llamar como nombre artístico Madelyn Marie, empezó a conseguir trabajo con las principales productoras del sector como Pure Play Media, Digital Sin, Wicked Pictures, Brazzers, Evil Angel, Reality Kings, Bang Bros o Zero Tolerance.
También ha trabajado con distinguidas estrellas porno como Penny Flame, Jessica Lynn, Kristina Rose, Phoenix Marie, Savannah Stern, Audrey Hollander, Nikki Benz, Eva Angelina o Sunny Leone, entre otras.
Algunas de sus películas más reseñables son Doctor Adventures 9, BatFXXX - Dark Knight Parody, Big Tits At School 8 o Hocus Pocus XXX.
Estuvo casada con el también actor porno Ramón Nomar, del que se divorció.
En 2013, tras cinco años de actividad como actriz, decidió retirarse, con más de 220 películas.

## Premios y nominaciones
| Año  | Ceremonia    | Resultado | Premio                                 | Trabajo       |
| ---- | ------------ | --------- | -------------------------------------- | ------------- |
| 2010 | Premios AVN  | Nominada  | Artista femenina no reconocida del año | —             |
| 2011 | Premios AVN  | Nominada  | Mejor escena de sexo en grupo          | BatfXXX       |
| 2011 | Premios XBIZ | Nominada  | Artista femenina del año               | —             |
| 2012 | Premios AVN  | Nominada  | Mejor escena de sexo lésbico en grupo  | Girlfriends 3 |